# Eonium

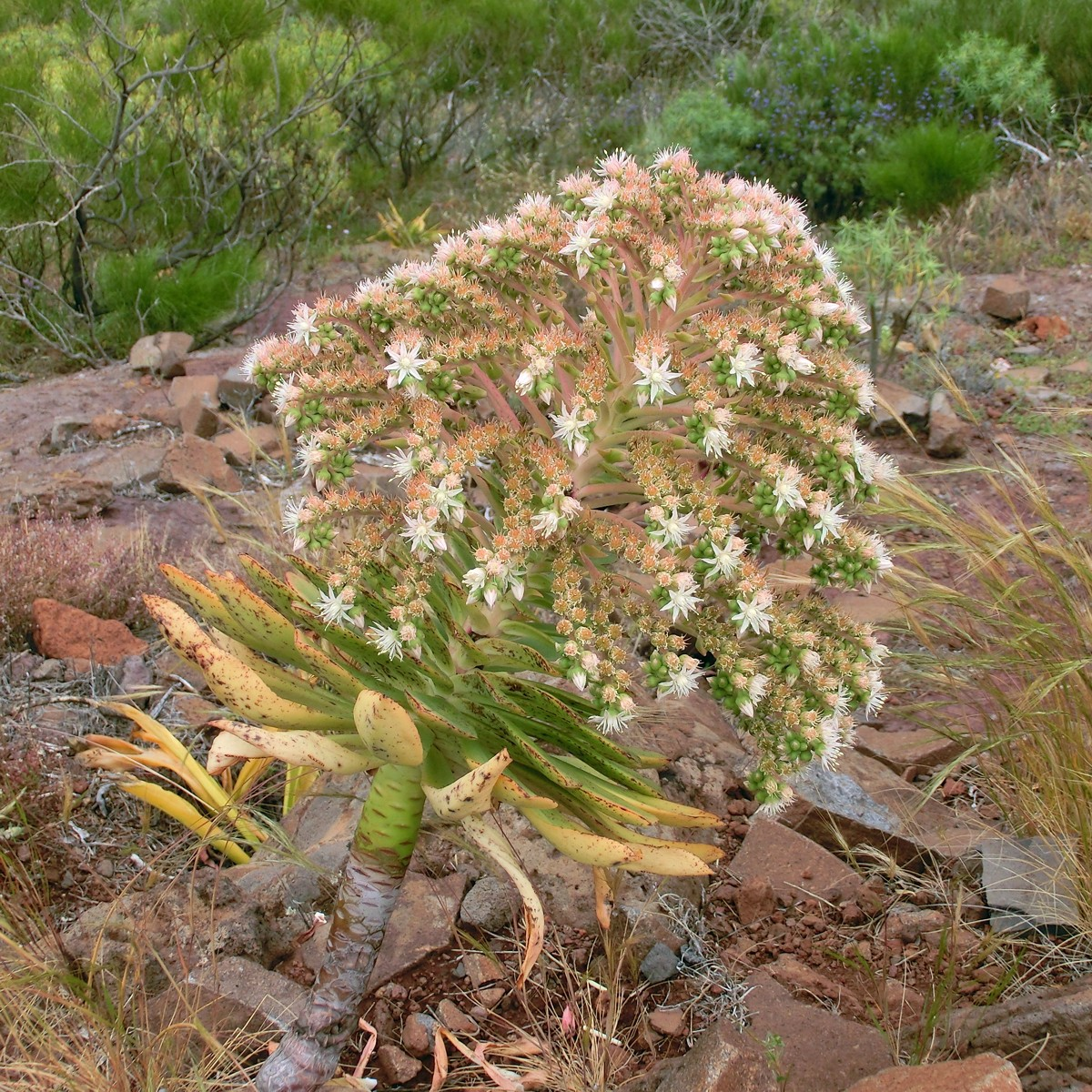
Aeonium urbicum

Eonium, aeonium (Aeonium) – rodzaj roślin z rodziny gruboszowatych (Crassulaceae). Obejmuje 41 gatunków i liczne mieszańce. Rośliny te występują na wyspach Makaronezji (tu jest ich największe zróżnicowanie), w Maroku oraz we wschodniej Afryce i na południowym krańcu Półwyspu Arabskiego. 

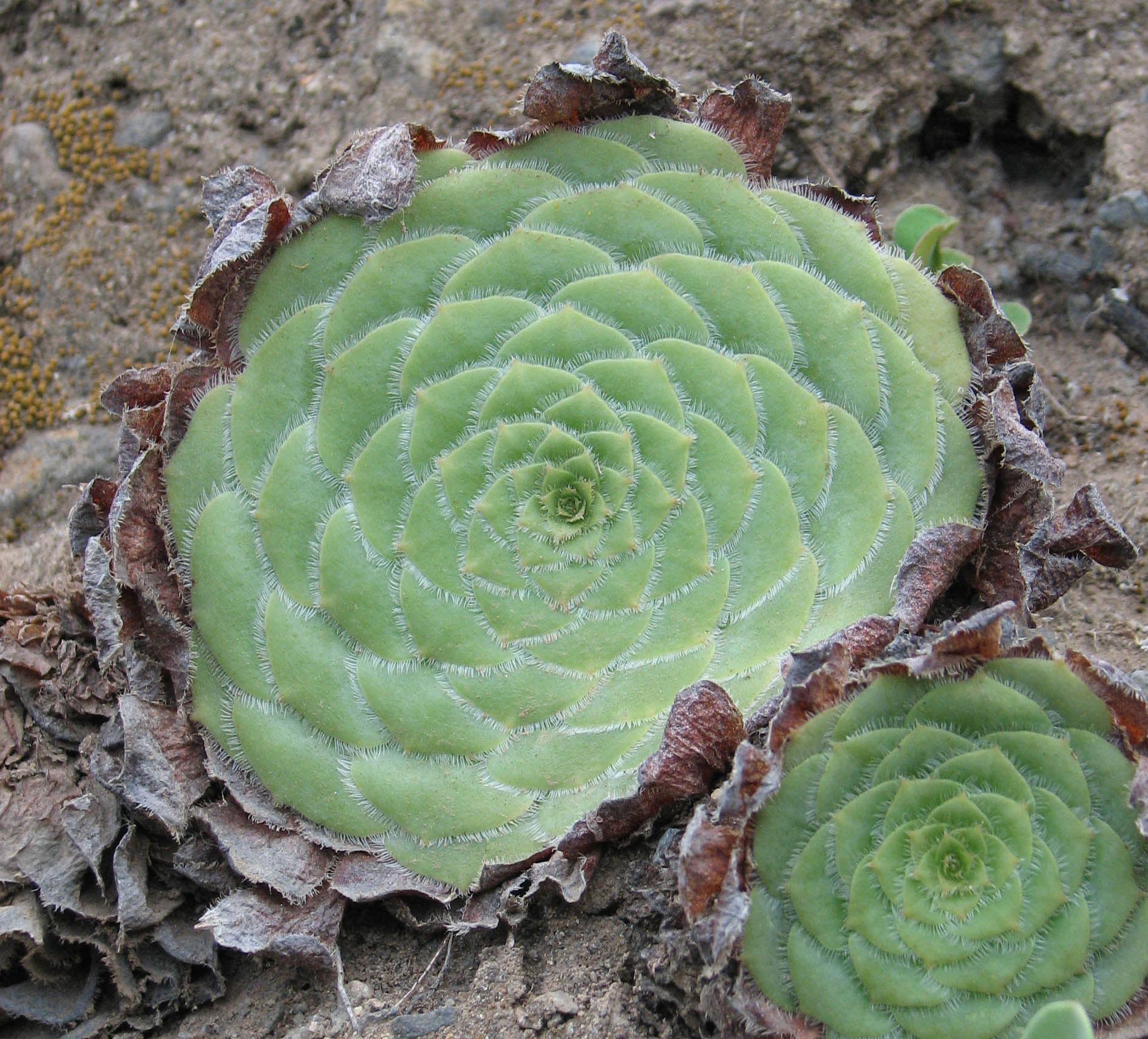
Aeonium tabuliforme

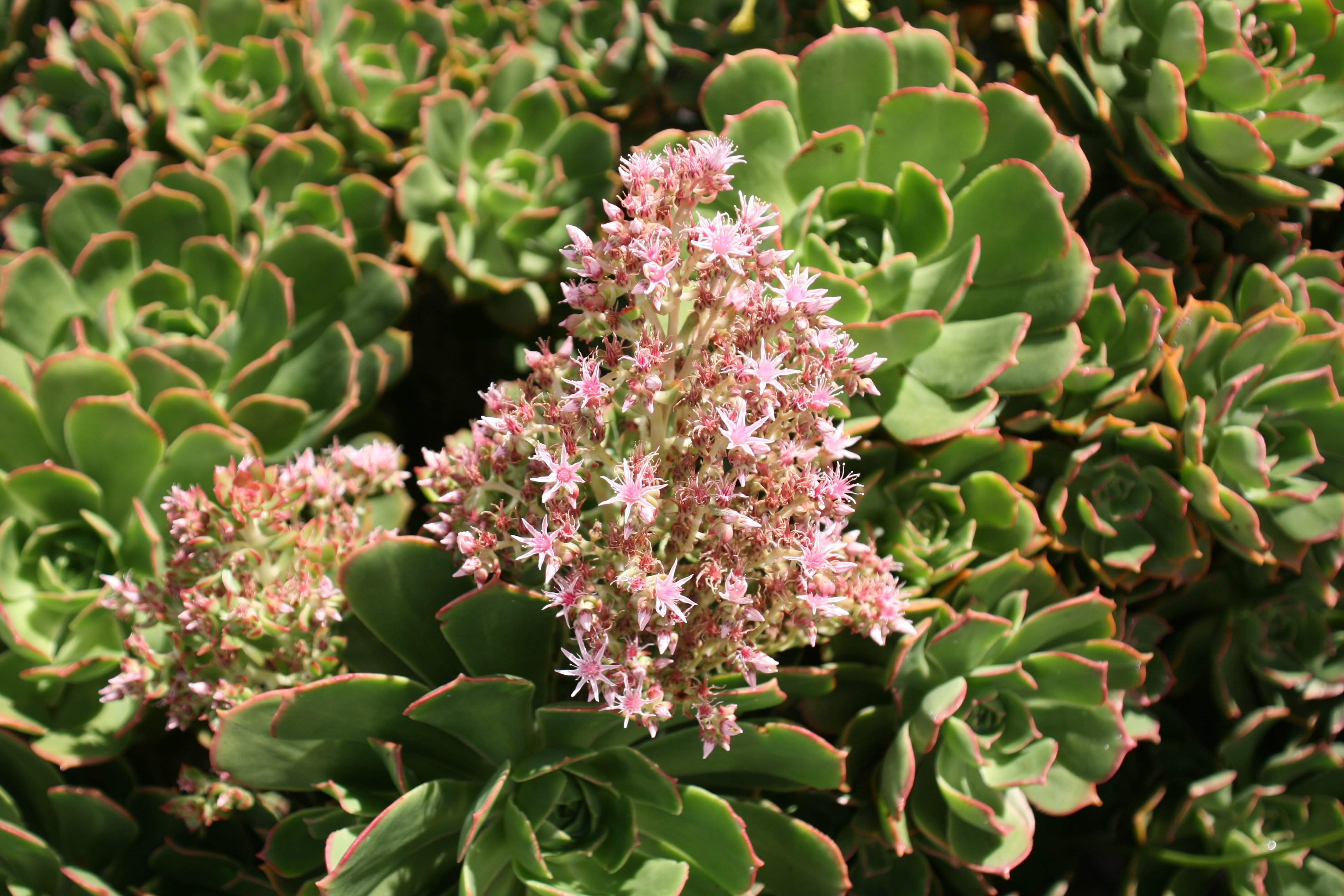
Aeonium lancerottense

## Systematyka
Pozycja według APweb (aktualizowany system APG IV z 2016)
Przedstawiciel rodziny gruboszowatych (Crassulaceae) należącej do rzędu skalnicowców reprezentującego dwuliścienne właściwe.
Wykaz gatunków
- Aeonium × afurense Arango
- Aeonium × aguajilvense Bañares
- Aeonium aizoon (Bolle) T.H.M.Mes
- Aeonium × anagense P.V.Heath
- Aeonium appendiculatum Bañares
- Aeonium arboreum (L.) Webb & Berthel. – eonium drzewiaste
- Aeonium aureum (C.Sm. ex Hornem.) T.H.M.Mes
- Aeonium balsamiferum Webb & Berthel.
- Aeonium × barbatum Webb & Berthel.
- Aeonium × beltranii Bañares
- Aeonium × bollei G.Kunkel
- Aeonium × bornmuelleri Bañares
- Aeonium × burchardii (Praeger) Praeger
- Aeonium × cabrerae Bañares
- Aeonium canariense (L.) Webb & Berthel.
- Aeonium castello-paivae Bolle
- Aeonium × castellodecorum Bañares
- Aeonium × chamorgense Arango
- Aeonium ciliatum (Willd.) Webb & Berthel.
- Aeonium × cilifolium Bañares
- Aeonium × claperae Arango
- Aeonium × condei O.Arango
- Aeonium cuneatum Webb & Berthel.
- Aeonium davidbramwellii H.Y.Liu
- Aeonium decorum Webb ex Bolle
- Aeonium diplocyclum (Webb ex Bolle) T.H.M.Mes
- Aeonium dodrantale (Willd.) T.H.M.Mes
- Aeonium × edgari P.V.Heath
- Aeonium escobarii Rebmann & Malkm.-Huss.
- Aeonium × exsul Bornm. ex Arango
- Aeonium glandulosum (Aiton) Webb & Berthel.
- Aeonium × globosum O.Arango
- Aeonium glutinosum (Aiton) Webb & Berthel.
- Aeonium gomerense (Praeger) Praeger
- Aeonium goochiae Webb & Berthel.
- Aeonium gorgoneum J.A.Schmidt
- Aeonium haworthii Webb & Berthel.
- Aeonium × hernandezii Bañares
- Aeonium hierrense (R.P.Murray) Pit. & Proust
- Aeonium × holospathulatum Bañares
- Aeonium × hornemannii Bañares
- Aeonium × isorense Bañares
- Aeonium × lambii Voggenr. ex Bañares
- Aeonium lancerottense (Praeger) Praeger
- Aeonium × laxiflorum (Macarrón & Bañares) Bañares
- Aeonium × lemsii G.Kunkel
- Aeonium leucoblepharum Webb ex A.Rich.
- Aeonium × lidii Sunding & Kunkel
- Aeonium lindleyi Webb & Berthel.
- Aeonium liui Arango
- Aeonium × loartei Tavorm.
- Aeonium × lowei P.V.Heath
- Aeonium × marreroi Arango
- Aeonium mascaense Bramwell
- Aeonium × meridionale Bañares
- Aeonium × mixtum P.V.Heath
- Aeonium × monteaquaense Arango
- Aeonium nobile (Praeger) Praeger
- Aeonium × nogalesii Bañares
- Aeonium × occidentale Bañares
- Aeonium × ombriosum P.V.Heath
- Aeonium × orbelindense Bañares
- Aeonium percarneum (R.P.Murray) Pit. & Proust
- Aeonium × perezii Bañares
- Aeonium × praegeri G.Kunkel
- Aeonium × proliferum Bañares
- Aeonium × pseudohawbicum Bañares
- Aeonium pseudourbicum Bañares
- Aeonium × puberulum Bañares & A.Acev.-Rodr.
- Aeonium × riosjordanae (Bañares) Bañares
- Aeonium × robustum Bañares
- Aeonium rubrolineatum Svent.
- Aeonium × sanchezii Bañares
- Aeonium saundersii Bolle
- Aeonium sedifolium (Webb ex Bolle) Pit. & Proust
- Aeonium × septentrionale Bañares & C.Ríos
- Aeonium simsii (Sweet) Stearn
- Aeonium smithii (Sims) Webb & Berthel.
- Aeonium spathulatum (Hornem.) Praeger
- Aeonium × splendens Bramwell & G.D.Rowley
- Aeonium × stoloniferum O.Arango
- Aeonium stuessyi H.Y.Liu
- Aeonium × sventenii G.Kunkel
- Aeonium tabulaeforme (Haw.) Webb & Berthel.
- Aeonium × tamaimense Bañares
- Aeonium × teneriffae Bramwell & G.D.Rowley
- Aeonium × tijarafense A.Santos ex Bañares
- Aeonium × timense Bañares & Macarrón
- Aeonium × uhlii Tavorm. & S.Tavorm.
- Aeonium undulatum Webb & Berthel.
- Aeonium urbicum (C.Sm. ex Hornem.) Webb & Berthel.
- Aeonium × uriostei O.Arango
- Aeonium valverdense (Praeger) Praeger
- Aeonium × velutinum (N.E.Br.) Praeger
- Aeonium volkeri E.Hern. & Bañares
- Aeonium × wildpretii Bañares